# Мой легионер
«Мой легионер» (фр. Mon légionnaire) — франко-бельгийский художественный фильм режиссёра Рэйчел Лэнг с Луи Гаррелем, Александром Кузнецовым, Камилль Коттен и Иной-Марией Бартайте в главных ролях. Премьера состоялась в июле 2021 года на 74-м Каннском кинофестивале, картина была доброжелательно встречена критиками.

## Сюжет
Герои фильма — двое военнослужащих французского Иностранного легиона, несущие службу в африканском регионе Сахель, и их жёны. Задачей режиссёра, по её словам, было исследовать «отношения пар, которым приходится сталкиваться с разлукой, одиночеством и смертью». Название картины — отсылка к известной французской песне.

## В ролях
- Луи Гаррель — Максим
- Камилль Коттен — Селин
- Александр Кузнецов — Влад
- Ина-Мария Бартайте — Ника

## Релиз и оценки
Работа над фильмом началась в январе 2018 года, причём Рэйчел Лэнг с самого начала была режиссёром и сценаристом. В ноябре 2019 года главные роли в картине получили Луи Гаррель, Камилль Коттен, Александр Кузнецов и Ина-Мария Бартайте. Съёмки проходили во Франции и в Марокко.
Премьера фильма состоялась в июле 2021 года на 74-м Каннском кинофестивале, в рамках основной программы. 6 октября 2022 года «Мой легионер» вышел во французский прокат.
Питер Брэдшоу из The Guardian оценил фильм на четыре звезды из пяти, отметив, что Рэйчел Лэнг в этой картине «демонстрирует неподдельную силу». Картину высоко оценил обозреватель «Киноафиши», увидевший единственный важный минус в «слишком плоском взгляде на персонажей-иностранцев». По его словам, Кузнецову «просто нечего играть» из-за отсутствия вразумительных диалогов между ним и невестой. Критик считает, что «Моего легионера» стоит смотреть в том числе ради игры Ины-Марии Бартайте, для которой этот фильм стал последним: молодая актриса погибла в ДТП весной 2021 года.